# Kristine Madison
Kristine Madison (Hollister, California; 1 de abril de 1984) es una actriz pornográfica estadounidense. De la que se conocen pocos datos personales. Se inició en la industria en 2006 y está considerada una MILF, al ser éste el subgénero pornográfico en el que se basan las escenas que ella realiza.
Madison es famosa por tener un cuerpo menudo pero escultural, que mantiene trabajando duro en el gimnasio varias veces por semana para mantener su extraordinaria apariencia.

## Filmografía
- All About M.I.L.F. 3
- Boob A Mammy
- Boss Bitches 29 - Assed Out
- I'm a Milfaholic
- Knock Up My Mommy
- Mature Brotha Lovers 7
- Milfs Who Love Black Cock
- Mini Van Moms 5
- Mommy And Mommy
- My Friend's Hot Mom 7
- Over 40 MILFs
- Seasoned Players 2